# فایننشال تایمز دویچلاند
فاینَنشال تایمز دویچلاند (به انگلیسی: Financial Times Deutschland) روزنامه‌ای اقتصادی به زبان آلمانی بود که مقر آن در هامبورگ واقع شده بود و توسط گرونر + یار منتشر می‌شد. روزنامه از چهار بخش بازرگانی، سیاسی و اقتصادی، مالیه، و آجندا (تفسیر، تحلیل، ورزش، فرهنگ) تشکیل می‌شد. آخرین شماره روزنامه در تاریخ ۷ دسامبر ۲۰۱۲ میلادی، منتشر شد.
فاینَنشال تایمز دویچلاند که در سال ۲۰۰۰ تأسیس شده‌است، در نیمهٔ سوم سال ۲۰۰۷ تیراژش به ۱۰۳٬۰۰۰ نسخه رسید. تا سال ۲۰۰۸ نیمی از این روزنامه تحت مالکیت فاینَنشال تایمز و در نتیجه تحت مالکیت پیرسون قرار داشت اما پس از تغییر در مالکیت، دیگر تحت کنترل فاینَنشال تایمز قرار ندارد.